# Zaporizzsjai Autógyár

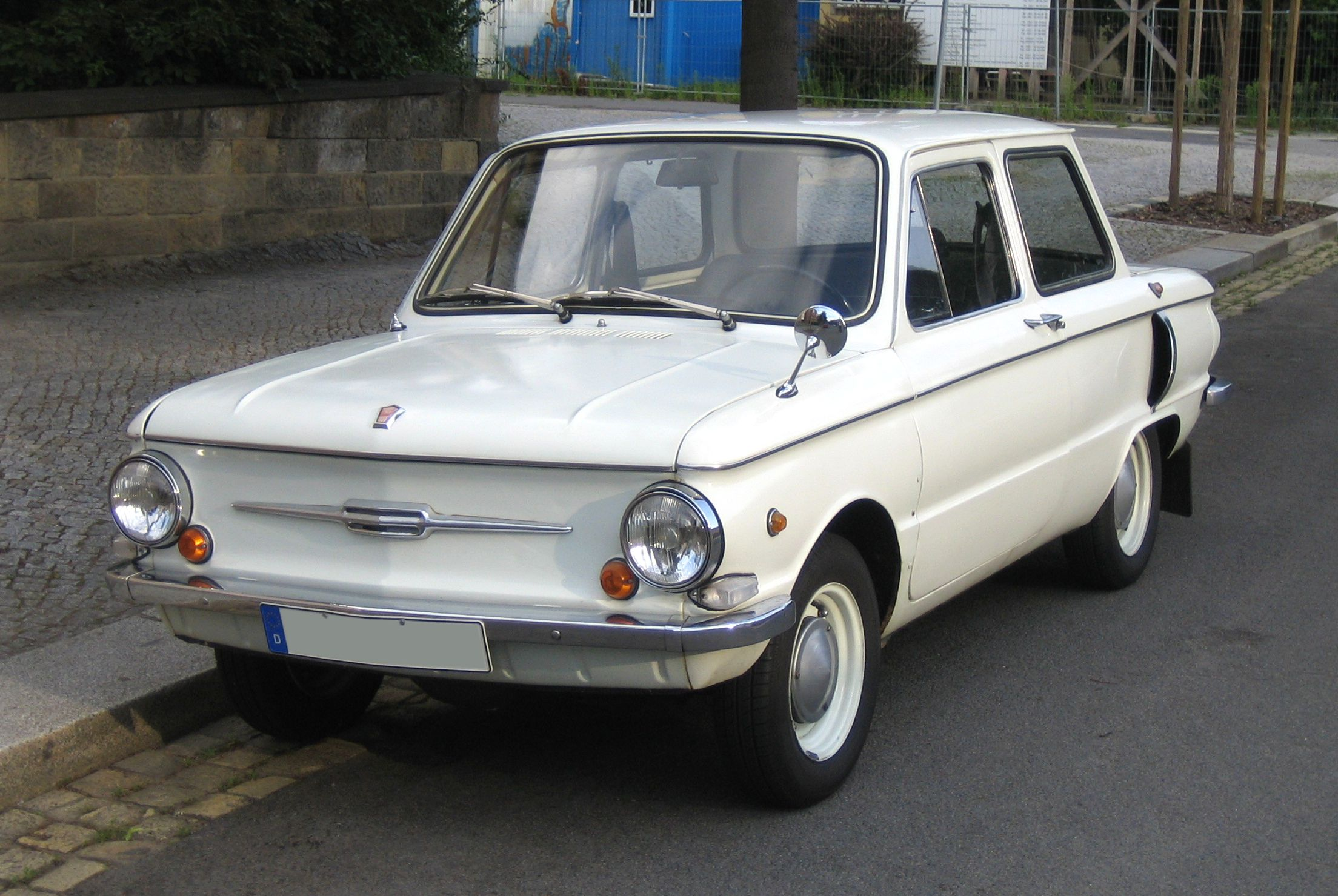
ZAZ–968 Zaporozsec

A Zaporizzsjai Autógyár (ukránul: Запорізький автомобілебудівельний завод), röviden ZAZ egy ukrajnai járműgyártó vállalat, amely személygépkocsikat, kistehergépkocsikat és autóbuszokat gyárt. Központja és fő gyártóbázisa Zaporizzsjában található. Az autógyár az UkrAvto holding része.

## Történelem
1975-től 1998-ig az AvtoZAZ termelési egyesülés részeként működött. 1998-ban a Daewoo megvásárolta az AvtoZAZ-t, így a ZAZ az AvtoZAZ–Daewoo vállalat részeként működött tovább. 2003-ban a Daewoo kivonult a cégből, és a vállalat az UkrAVTO holding része lett.
2015-re az ukrán autópiac teljesen összeomlott, a saját néven gyártott (Daewoo alapú modellekből) mindössze 3600 példányt értékesítettek. Hamarosan a bérgyártás is kifulladt, egyedül a General Motors gyártatott még afrikai piacra szánt gépkocsikat, de az a megrendelés is kifutott 2016-ban. Ezt követően a tulajdonos egy évre le kívánta állítani a gyárat, melynek jövője elsősorban a hazai (ukrajnai) piac alakulásán múlt.

## Gyártmányok

### Önállóan gyártott modellek
- ZAZ–965 Zaporozsec (1962–1969)
- ZAZ–966 Zaporozsec (1967–1972)
- ZAZ–968 Zaporozsec (1972–1994)

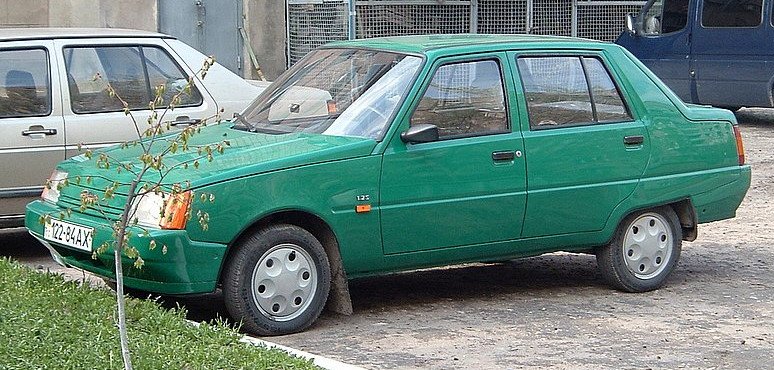
A négyajtós ZAZ–1103 Tavrija Szlavuta

- ZAZ–1102 Tavrija/Tavrija Nova (1987-től)
- ZAZ–1105 Tavrija Dana (1992-től)
- ZAZ–1103 Tavrija Szlavuta (1995-től)
- ZAZ Lanos (T150) (2004-től)
- ZAZ Forza (2011-től)
- ZAZ Vida (2012-től)

### Összeszerelt modellek
- Lada Samara
- Chevrolet Evanda (2005-től)
- Chrysler 300C
- Daewoo Lanos (1998-tól) (T100)
- Daewoo Sens (2002-től)
- Daewoo Nubira (J200) (2003-tól)
- Daewoo Kalos (T200) (2004-től)
- Daewoo Gentra (T250) (2006-tól)
- Opel Astra (2003-tól)
- Opel Vectra (2003-tól)
- Mercedes-Benz M-class, E-class (2002–2006)